# Vaux-lès-Palameix
 Vaux-lès-Palameix  là một xã thuộc the tỉnh Meuse trong vùng Grand Est đông bắc nước Pháp. Xã này nằm ở khu vực có độ cao trung bình 261 mét trên mực nước biển. Dân số theo điều tra năm 1999 của INSEE là 26 người.
Diện tích là 10,52 km2.